# GS たのしい知識
『GS たのしい知識』（ジーエス たのしいちしき）は、1984年に冬樹社より創刊された季刊誌（Vol. 4 からはUPUが発行）。浅田彰・伊藤俊治・四方田犬彦らが責任編集。
1988年9月発行の Vol. 7 で休刊。

## 概要
ニュー・アカデミズムの全盛期である1984年に「知識を軽くポータブルにする」として出版された。
GSという名称は十二世紀のトルバドゥールたちの作詩術 “la Gaya Scienza” からとられている。この語はのちにニーチェの『悦ばしき知識』の書名のもとになっている。

## 刊行リスト
- Vol.1 特集：反ユートピア 責任編集：浅田彰・伊藤俊治・四方田犬彦 1984年6月
- Vol.2 特集：POLYSEXUAL 複数の性 責任編集：浅田彰・伊藤俊治・四方田犬彦 1984年11月
- Vol.2 1/2 特集：ゴダール・スペシャル  責任編集：浅田彰・四方田犬彦 1985年3月
- Vol.3 特集：千のアジア 責任編集：浅田彰・伊藤俊治・四方田犬彦 1985年10月
- Vol.4 特集：戦争機械 責任編集：浅田彰・生井英考・武邑光裕・細川周平 1986年12月 - 本号より発行元がUPUとなる
- Vol.5 特集：電視進化論 責任編集：浅田彰・武邑光裕　1987年4月
- Vol.5 1/2 特集：ジュネ・スペシャル 責任編集：浅田彰 1987年6月
- Vol.6 特集：トランス・アメリカ／トランス・アトランティック 責任編集：生井英考・伊藤俊治・武邑光裕・石井康史・今福龍太・管啓次郎・旦敬介 1987年10月
- Vol.7 特集：神国・日本 責任編集：赤坂憲雄・武邑光裕・四方田犬彦 1988年9月